# Stołowa Góra (Beskid Makowski)
Stołowa Góra (841 m) — masyw górski w Beskidzie Makowskim, położony 6 km na południe od Koskowej Góry. 
Stołowa Góra tworzy rozciągnięty z zachodu na wschód masyw górski, ograniczony dolinami Skawy oraz potoków Wieprzczanka, Bogdanówka, Łętówka i Osielec. Poza głównym wierzchołkiem Stołowej Góry w masywie znajdują się dwa wyraźne szczyty: Groń (809 m) i Łysa Góra (716 m). 
Masyw Stołowej Góry powyżej 500 m n.p.m. porośnięty jest lasami. Znajduje się na niej kilka polan. Na jednej z nich, w siodle między Stołową Górą a Groniem, leży przysiółek Groń (Gronie Łętowskie), gdzie znajduje się kaplica upamiętniająca walki w czasie II wojny światowej. U podnóży masywu Stołowej Góry położone są miejscowości: Osielec, Łętownia, Skomielna Czarna i Wieprzec.
Szlaki turystyki pieszej
 Osielec — Groń — Stołowa Góra — Skomielna Czarna
 Jordanów — Przykiec — Grzybkówka — Groń — Koskowa Góra